# Royal Yachting Association

Logo.

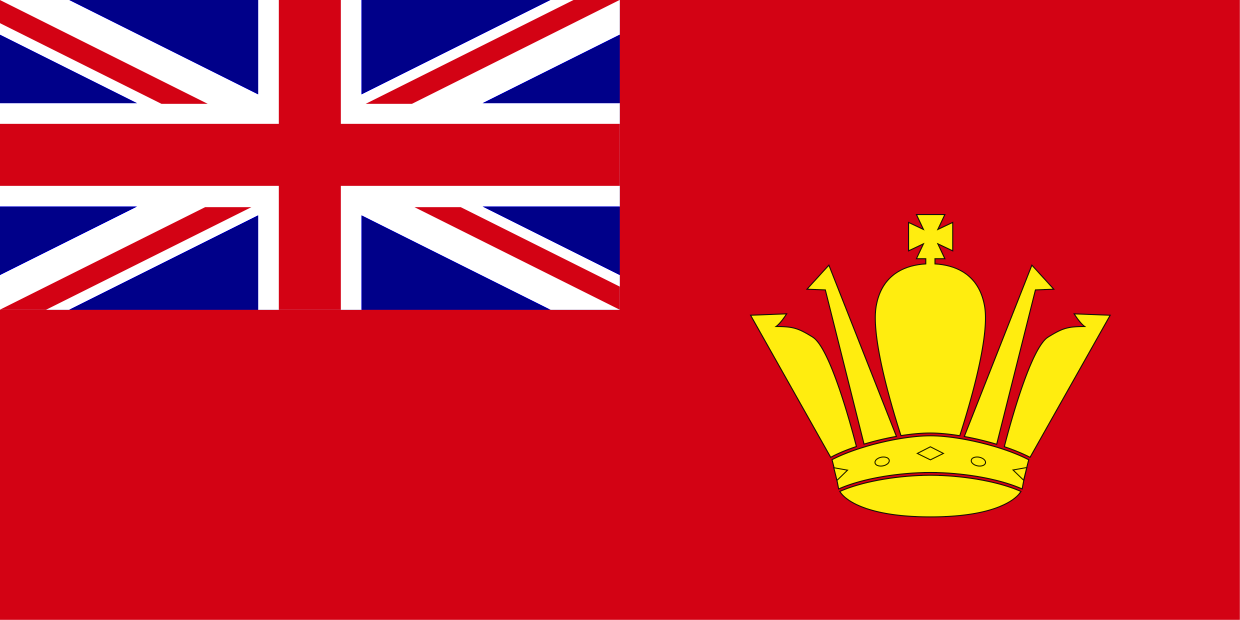
Enseigne.

La Royal Yachting Association est la fédération nationale des sports nautiques du Royaume-Uni. Membre fondateur de la fédération internationale de voile (l'ISAF, à cette époque l'IYRU), la RYA est créée en 1953 à partir de la Yacht Racing Association fondée en 1875. 

## Activités
La Royal Yachting Association exerce une autorité nationale sur les sports nautiques suivants :
- Voile
- Planche à voile
- Croisières et compétitions motonautiques
- Motomarine

## Historique
La Yacht Racing Association (YRA) fondée en 1875 devient la Royal Yachting Association (RYA) en 1953. 
Agissant en autorité fédérant les yacht-clubs britanniques, l'YRA a, tout au long de son existence, choisi les jauges de course à appliquer lors des régates. Elle est aussi intervenue sur les tables d'allégeance de temps associées aux ratings (la valeur jaugée de chaque voilier) calculés à l'aide de ces jauges. 
La première jauge adoptée par l'YRA en 1876 est celle du Royal Thames Yacht Club, le Thames Measurement datant de 1855. Suivent d'autres jauges, marquées en particulier par l'abandon des jauges au tonnage pour une jauge à la voilure (à la longueur et à la voilure) en 1886 : la lenght and sail area rule préconisée par Dixon Kemp depuis 1880.
En 1895 l'YRA adopte une jauge à trois dimensions similaire à la jauge Godinet de l'Union des yachts français de 1892. Cette jauge combinant la longueur, le volume et la voilure évolue jusqu'à l'adoption de la jauge internationale de 1906 et la création de l'IYRU (International Yacht Racing Union) en 1907.